# Ferenc Tima

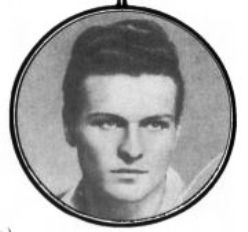
Ferenc Tima, 1937

Ferenc Tima (* 14. Dezember 1919 in Borgáta, Komitat Vas; † 7. Dezember 1976 in Budapest) war ein ungarischer Sprinter.
Bei den Olympischen Spielen 1948 in London wurde er Vierter in der 4-mal-100-Meter-Staffel.
1942 und 1946 wurde er Ungarischer Meister über 100 m und 1946 über 200 m. Seine persönliche Bestzeit über 100 m von 10,7 s stellte er 1947 auf.